# Medvědín
Medvědín (niem. Schüsselberg, 1235 m n.p.m.) – wzniesienie w Sudetach Zachodnich, w czeskiej części pasma Karkonoszy.

## Położenie
Wzniesienie położone na północny zachód od miejscowości Szpindlerowy Młyn (czes. Špindlerův Mlýn) na obszarze czeskiego Karkonoskiego Parku Narodowego (Krkonošský národní park, KRNAP), w środkowej części Karkonoszy, w zachodniej części Czeskiego Grzbietu.
Jest to jedno ze wzniesień grzbietu Karkonosza w zachodniej części Czeskiego Grzbietu, które nie osiąga dolnej granicy kosodrzewiny (1250 m n.p.m.). Góra o kopulastym kształcie z wyraźnie podkreślonym płaskim szczytem o dość stromych zboczach, górująca nad Doliną Łaby (Labský důl). Szczyt i zbocza w większości porośnięte są lasem świerkowym regla górnego. Zbocza: południowe, północne i wschodnie opadają stromo w dół, zbocze północno-zachodnie łagodnie schodzi w kierunku grzbietu Zlaté Návrší, tworząc w grzbiecie Karkonosza niewielkie siodło. Na południowo-wschodnim zboczu schodzącym w kierunku Szpindlerowego Młyna i południowym zboczu schodzącym w kierunku ośrodka narciarskiego Horní Mísečky położone są ośrodki i trasy narciarskie. Ze Szpindlerowego Młyna na szczyt prowadzi wyciąg krzesełkowy. Na szczycie stoi żelazna wieża telekomunikacyjna. Znajduje się tam też restauracja.

## Turystyka
- Rejon góry jest dobrze zagospodarowany turystycznie. Jest tu kilka pensjonatów, tras turystycznych, kolejek linowych, tras zjazdowych i wyciągów narciarskich.
- Na szczyt góry zachodnim zboczem dochodzi górska szosa.